# 2-й Силікатний провулок (Мелітополь)
2-й Силікатний провулок — провулок в Мелітополі. Починається глухим кутом, йде паралельно Силікатній вулиці і закінчується виїздом на 1-й Силікатний провулок. Забудований приватними будинками.

## Назва
Провулок названий на честь розташованого неподалік заводу силікатної цегли.

## Історія
Рішення про прорезку й найменовання провулку прийнято 19 серпня 1958 року.